# Terror-Gletscher
Der Terror-Gletscher ist ein großer Gletscher zwischen Mount Terra Nova und Mount Terror auf der ostantarktischen Ross-Insel. Er fließt in südlicher Richtung zur Fog Bay, einer Nebenbucht der Windless Bight.
Arnold J. Heine, Teilnehmer der New Zealand Geological Survey Antarctic Expedition (1962–1963), benannte ihn in Anlehnung an die Benennung des Mount Terror. Namensgeber beider geografischen Objekte ist die Terror, eines der beiden Forschungsschiffe des britischen Polarforschers James Clark Ross.